# Jef Plasmans
Joseph Emanuel Julien Plasmans  (Aartselaar, 12 januari 1944) is een Belgisch voormalig politicus voor de CVP en diens opvolger CD&V. Ook was hij een tijdlang actief bij de lokale partij Kontich-Waarloos Anders (KWA).

## Levensloop
Hij studeerde in 1966 af als licentiaat in de Handels- en Financiële Wetenschappen aan de UFSIA te Antwerpen. Vervolgens legde hij in 1968 het doctoraalexamen in de Algemene en de Bedrijfseconometrie af aan de Katholieke Universiteit Tilburg. Ten slotte promoveerde hij in 1975 aan diezelfde universiteit in de Economische Wetenschappen.
Plasmans debuteerde in de gemeenteraad van Kontich na de verkiezingen van 1970. Alwaar hij 27 jaar lang schepen was. Van 1992 tot 1994 was hij burgemeester. In 1994 verliet hij de CVP uit onvrede met de lijstvorming voor de gemeenteraadsverkiezingen. Hij sloot zich aan bij Kontich-Waarloos-Anders (KWA). Hij werd verkozen tot gemeenteraadslid, maar belandde in de oppositie. Na de stembusgang van 2000 waar KWA een kartel sloot met de CVP, werd hij aangesteld als schepen van financiën. Dit mandaat oefende hij uit tot 2012. Toen werd hij samen met zijn CD&V naar de oppositie verwezen. In 2017 nam hij afscheid van de gemeenteraad.
Hij was professor Econometrie aan de UFSIA sinds 1992 en maakte de herstructurering tot Universiteit Antwerpen mee. Hij was op deze universiteit in dienst gekomen in 1968 als assistent bij de cursus statistiek. Een jaar later werd hij daarnaast ook nog assistent aan de Economische Faculteit van de Universiteit Tilburg. Beide functies stopten in 1975 waarna hij in Tilburg Eerste assistent werd en geassocieerd professor aan het Ufsia. Beide functies oefende hij uit tot 1986 waarna hij professor werd aan UFSIA en universitair hoofddocent aan de Universiteit Tilburg. Op 23 april 2010 kreeg hij de titel van emeritus aan de UA.
Hij staat bekend als ACW-er en is lid van de KWB Sint-Rita. Tevens was hij een tijdlang voorzitter van de Vereniging voor Economie (VvE).